# De menor a mayor
De menor a mayor es el sexto álbum de estudio del grupo cubano Gente de Zona. Fue publicado el 8 de abril de 2022 a través de Sony Music Latin.
El álbum se caracteriza por el estilo fusión clásico del grupo, con una combinación entre el urbano y el reguetón con otros ritmos como el merengue, el danzón, el mariachi y otros. Asimismo, se estrenó junto al sencillo «El negrito» junto al cantante colombiano Carlos Vives. Además, se desprenden algunos sencillos como: «Muchacha», «Otra botella» y «Q'lona» entre otros.
En este álbum, están incluidas las participaciones de Becky G, India Martínez, Gerardo Ortiz, Maffio y Jeon.

## Lista de canciones
| N.º | Título                             | Duración |  |
| 1.  | «Háblame de MIami» (con Maffio)    | 2:38     |  |
| 2.  | «Q'lona»                           | 3:48     |  |
| 3.  | «Bora Bora»                        | 3:10     |  |
| 4.  | «Vecina»                           | 3:16     |  |
| 5.  | «Vampiro»                          | 3:21     |  |
| 6.  | «Muchacha» (con Becky G)           | 3:20     |  |
| 7.  | «Otra botella» (con Gerardo Ortiz) | 3:46     |  |
| 8.  | «El negrito» (con Carlos Vives)    | 3:38     |  |
| 9.  | «Solos» (con India Martínez)       | 2:39     |  |
| 10. | «TikTok» (con Jeon)                | 3:06     |  |
| 11. | «Ella»                             | 3:13     |  |